# Teresa Żylis-Gara
Teresa Żylis-Gara, née le 23 janvier 1930 à Landwarów dans la voïvodie de Wilno en Pologne (l'actuelle Lentvaris en Lituanie) et morte le 28 août 2021 à Łódź, est une soprano polonaise qui a fait une carrière internationale des années 1950 aux années 1990. 
Surtout connue pour ses interprétations dans des opéras de Wolfgang Amadeus Mozart, de Giacomo Puccini et de Giuseppe Verdi, elle avait un répertoire étendu qui englobait un large éventail de périodes et de langages musicaux. Elle a non seulement joué sur scène, mais aussi participé à des concerts et donné des récitals.

## Biographie
Teresa Żylis-Gara étudie neuf ans avec Olga Olgina (pl) à l'École supérieure de musique de Łódź (pl). En 1954, elle gagne le premier prix au Concours de jeunes chanteurs polonais à Varsovie, ce qui l'amène à chanter à la radio nationale de Pologne et à collaborer comme soliste avec l'Orchestre philharmonique de Cracovie (en). En 1956, elle fait ses débuts de chanteuse d'opéra à l'Opéra de Cracovie (en) en interprétant le rôle-titre de Halka de Moniuszko. Elle y retourne l'année suivante pour y interpréter le rôle-titre de Madame Butterfly de Puccini.
En 1958, Żylis-Gara gagne le deuxième prix au Concours de Toulouse, et en 1960, le troisième prix au Concours international de musique de Munich. Ce dernier l'amène à se produire dans la maison d'opéra d'Oberhausen et à mener en grande partie sa carrière en Allemagne pendant la décennie suivante. Elle y poursuit sa formation vocale avec Dietger Jacob. Elle se voit offrir un contrat à long terme par l'Opéra de Dortmund en 1962 et chante pour lui au cours de trois années suivantes. Lorsque le nouveau Opéra de Dortmund (en) est inaugurée en 1966, elle interprète le rôle d'Octavian dans Le Chevalier à la rose, aux côtés d'Elisabeth Grümmer (la Maréchale), de Kurt Böhme (Ochs) et de l'Orchestre philharmonique de Dortmund, sous la direction de Wilhelm Schüchter. En 1965, elle s'ajoute au répertoire des principaux chanteurs du Deutsche Oper am Rhein à Düsseldorf, où elle chante jusqu'en 1970 et y retourne plus tard comme artiste invité. Elle se produit aussi comme artiste pigiste à l'Opéra de Francfort, à l'Opéra d'État de Hambourg, à l'Opéra de Cologne, à l'Opéra d'État de Bavière et au Wiener Staatsoper dans les années 1960 et 1970.
Au milieu des années 1960, Teresa Żylis-Gara commence à occuper une grande place sur la scène internationale en débutant au Festival de Glyndebourne dans le rôle d'Octavian du Chevalier à la rose en 1965. Elle y retourne en 1967 pour interpréter le rôle de Donna Elvira dans Don Juan. En 1966, elle fait ses débuts au Palais Garnier à Paris, où l'Opéra national de Paris retient ses services par contrat jusqu'en 1969. L'année 1968 s'avère faste pour la chanteuse. Cette dernière débute à la Royal Opera House de Londres en interprétant le rôle de Violetta dans La traviata et chante Donna Elvira pour ses débuts au Festival de Salzbourg à l'été, au San Francisco Opera le 8 novembre et au Metropolitan Opera le 17 décembre.
Rudolf Bing (en), directeur général du Metropolitan Opera, est très impressionné par l'interprétation de Żylis-Gara à ses débuts et lui offre un contrat à long terme aux termes duquel elle interprète le rôle de Pamina dans La Flûte enchantée en janvier 1970. Elle figure sur la liste d'artistes du Met durant les 14 saisons suivantes, où elle interprète des rôles comme la comtesse Almaviva dans Les Noces de Figaro, Amelia dans Un bal masqué, Cio-Cio-San dans Madame Butterfly, Desdemona dans Othello, Elisabeth dans Tannhäuser, Elsa dans Lohengrin, Fiordiligi dans Così fan tutte, Leonora dans Il trovatore, Liù dans Turandot, Marguerite dans Faust, Mimì dans La Bohème, Octavian, Tatiana dans Eugène Onéguine, Violetta et les rôles-titres d'Adriana Lecouvreur, de Suor Angelica et de Tosca. Sa dernière et 233e interprétation au Met est celle du rôle-titre de Manon Lescaut le 31 mars 1984, aux côtés de Vasile Moldoveanu (Des Grieux) et d'Allan Monk (en) (Lescaut), sous la direction de Nello Santi.
Dans les années 1970, Teresa Żylis-Gara continue de travailler en artiste pigiste tout en conservant le Met comme foyer principal. Elle est particulièrement active au Deutsche Oper Berlin et au Wiener Staatsoper. Elle chante annuellement au Royal Opera de Londres de 1976 à 1980. Elle se produit aussi comme soliste à La Scala de Milan, au Grand Théâtre de Varsovie, au Teatro Colón de Buenos Aires, au Teatro Real de Madrid, à l'Opéra lyrique de Chicago et au Théâtre Bolchoï de Moscou. Elle se produit aussi dans des opéras à Vienne, à Hambourg, à Amsterdam et à Miami.
Elle obtient un doctorat honorifique de l'Université de musique Karol Lipiński (en) en 2003.
Teresa Żylis-Gara meurt le 28 août 2021 à l'âge de 91 ans.

## Enregistrements
Teresa Żylis-Gara a enregistré les mélodies polonaises de Chopin (en) et les chants de Karol Szymanowski, le rôle-titre de Manon de Massenet (sous la direction de Jean Fournet), le rôle du compositeur dans Ariane à Naxos de Strauss (sous la direction de Rudolf Kempe), Moïse en Égypte de Rossini, (sous la direction de Wolfgang Sawallisch), Elvira dans Don Juan de Mozart (sous la direction de Karl Böhm) et Élisabeth dans Don Carlo de Verdi (sous la direction de Thomas Schippers). Elle a participé à l'enregistrement du Requiem de Mozart avec Wolfgang Gönnenwein. En 1966, elle a enregistré des cantates de Bach avec le Chœur de garçons de Windsbach sous la baguette de Hans Thamm, y compris Wer nur den lieben Gott läßt walten, BWV 93. Elle a participé à l'enregistrement de la Passion selon saint Matthieu sous la baguette de Wolfgang Gönnenwein en 1968 et sous celle de Claudio Abbado en 1969. Une interprétation en allemand d'Anna Bolena de Donizetti diffusée à partir de Cologne par la Radio de l'Allemagne de l'Ouest en 1967, à laquelle Żylis-Gara a participé sous la direction d'Alberto Erede, est sortie sur CD. En 1986, elle a enregistré des cantates de Bach devant public sous la direction de Dominique Debart, y compris Mein Herze schwimmt im Blut, BWV 199, lors de l'inauguration du théâtre La Colonne à Miramas. La même année elle enregistre sous la direction d'Armin Jordan Le Roi Arthus d'Ernest Chausson (Erato).